# Бретон, Тьерри
Тьерри́ Брето́н (фр. Thierry Breton; род. 15 января 1955, Париж) — французский бизнесмен и государственный деятель. Бывший профессор Harvard Business School. Занимал посты вице-президента и председателя правления компании Group Honneywell Bull, а также президента и председателя правления компаний Thomson-RCA (1997—2002) и France Telecom (2002—2005). Сегодня является почетным президентом компаний Thomson и France Telecom, а с 2008 года — президентом и председателем правления Atos, одной из ведущих международных ИТ-компаний (74 000 сотрудников в 48 странах). С 2005 по 2007 годы занимал пост министра экономики, финансов и промышленности Франции в правительствах премьер-министров Жана-Пьера Раффарена, Доминика де Вильпена во времена президентства Жака Ширака.
С 1 декабря 2019 года по 16 сентября 2024 года занимал пост европейского комиссара по вопросам внутреннего рынка. Был кандидатом на второй срок полномочий (2024—2029) в Европейской комиссии (ушёл в отставку из-за разногласий с председателем Еврокомиссии Урсулой фон дер Ляйен).

## Ранние годы
Родился в XIV округе Парижа. У него трое детей: Констанция (1984), Александр (1985) и Северина (1988). Получил степень магистра по электротехнике и информационным технологиям в Supélec, затем окончил Institut des hautes études de défense nationale (англ. IHEDN).

## Руководящая работа
В январе 2010 года журнал Harvard Business Review после тщательной оценки результатов работы 2000 главных исполнительных директоров мировых компаний за период с 1995 по 2009 гг. впервые опубликовал список The 100 Best-performing CEOs in the World (англ.), в котором Бретон занял 62-е место (Harvard Business Review, январь 2010 г.).
Входил в совет директоров многих компаний, среди которых AXA, La Poste, Dexia Banque, Rodhia, Schneider Electric, Thomson SA (председатель и главный исполнительный директор), France Telecom (председатель и главный исполнительный директор), Orange PLC (председатель совета директоров без исполнительных полномочий), Bouygues Telecom, Group Honeywell Bull (вице-председатель и главный исполнительный директор).
Является председателем комитета по вознаграждениям и льготам совета директоров компании Carrefour. За время карьеры занимал должность главного исполнительного директора компаний Group Honeywell Bull, Thomson, France Telecom и Atos.

### Honeywell Bull
В 1993 году начал работу в ИТ-компании Bull, занимал должность руководителя подразделения стратегического планирования и развития, затем стал главным исполнительным директором и вице-председателем группы.

### Thomson
С 1997 по 2002 гг. занимал должности председателя и главного исполнительного директора компании Thomson. Добившись значительного прогресса в компании, заслужил всемирное признание за значительные улучшения финансовых показателей группы в течение короткого времени. За время его руководства рыночная стоимость компании возросла с 1 млрд до 100 млрд французских франков. В 2002 г. по решению совета директоров награждён титулом «Почётный председатель компании Thomson».

### France Telecom
Занимал должность председателя и главного исполнительного директора France Télécom (2002—2005 гг.), благодаря решительным действиям улучшил ситуацию в компании; под его руководством огромный долг компании был сокращен с 70 млрд до 32 млрд евро. В 2005 г. по решению совета директоров награждён титулом «Почётный председатель компании France Telecom».

### Atos
С 16 ноября 2008 г. является действующим председателем и главным исполнительным директором компании Atos S.A., бывшей Atos Origin. После слияния с Siemens IT Solutions and Services, ИТ-направления Siemens, компания стала ведущим игроком на европейском рынке ИТ-услуг и вошла в пятёрку лучших в мире. Компания ведёт свою деятельность в 48 странах, штат насчитывает 74 000 человек.
Тьерри Бретон привлек к себе внимание мировой общественности после интервью журналу Wall Street Journal (28 ноября 2011 г.), в котором неоднократно заявлял о своих намерениях в течение 18 месяцев запретить в компании Atos внутреннюю электронную почту, которую он назвал «загрязнением информационного века» (эти планы известны как стратегия Zero-Email, англ.). Внутренние сообщения электронной почты он предложил заменить набором корпоративных социальных сетей, корпоративной системой обмена мгновенными сообщениями, инструментами для совместной работы и т. д. Всё это разрабатывается внутри компании и частично совместно с другими поставщиками.
31 октября 2019 года ушёл в отставку ввиду выдвижения его кандидатуры правительством Франции в состав формируемой Комиссии фон дер Ляйен.

## Министр финансов
Назначен на должность министра финансов Франции 24 февраля 2005 г., стал преемником Эрве Гаймара, проработал до 18 мая 2007 г., когда его сменил Жан-Луи Борлоо. В государственной политике уделял основное внимание сокращению государственного дефицита, существовавшему на тот момент, когда весь собираемый подоходный налог страны использовался для выплаты долгового процента. Когда Тьерри Бретон поступил на государственную службу, уровень долга Франции составлял 66,4 % ВВП. За два года он сократил государственный долг на 2,7 % от ВВП, что стало самым важным снижением в новейшей экономической истории Франции. Кроме того, он восстановил резервный капитал (без учёта выплаты государственного долгового процента) для бюджета Франции.

## Академическая карьера
После ухода из правительства был профессором Гарвардской школа бизнеса (2007—2008 гг.), где преподавал управление и корпоративную ответственность (LCA).
С 1997 по 2005 гг. также был председателем Université de technologie de Troyes (фр.) во Франции.

## Писательская деятельность
Является автором многочисленных книг по информационным технологиям и экономике, а также соавтором романа о киберпространстве.
- 1984 : Softwar[англ.], «Появление компьютерных вирусов как оружие массового поражения» (La Guerre douce), Thierry Breton — Denis Beneich, éd. Robert Laffont, Paris (переведена на 25 языков).
- 1985 : Vatican III, «Появление Word в информационных сообществах», Thierry Breton, éd. Robert Laffont, Paris.
- 1987 : Netwar, «Сетевая война» (La guerre des réseaux), Thierry Breton, éd. Robert Laffont, Paris.
- 1991 : La Dimension invisible, «Появление информационного сообщества» (Le défi du temps et de l’information),Thierry Breton, éd. Odile Jacob, Paris.
- 1992 : La Fin des illusions, «Закат эпохи компьютерных фанатов», Thierry Breton, Plon, Paris.
- 1993 : Le Télétravail en France, «Раннее описание телеработы во Франции», Thierry Breton, La Documentation française, Paris.
- 1994 : Le Lièvre et la Tortue, «Франция и революция знаний», Thierry Breton — Christian Blanc, éd. Plon, Paris.
- 1994 : Les Téléservices en France, «Ранее описание текстов в Интернете», Thierry Breton, La Documentation française, Paris.
- 2007 : Antidette, «Как сократить перерасход денежных средств и основную задолженность Франции», Thierry Breton, Plon, Paris.

## Знаки отличия и награды
Кавалер ордена Почетного легиона (Légion d’honneur) и кавалер Ordre National du Mérite. Является также членом клуба Le Siècle (фр.). Получил международное признание и награды многих стран.

### Знаки отличия
- 2010 : Кавалер ордена Wissam Alaouite, Марокко.
- 2008 : Кавалер национального ордена Légion d’honneur, Франция.
- 2006 : Большой крест ордена Заслуг (Al Merito de Chile), Чили.
- 2006 : Великий кавалер национального ордена Южного Креста (Ordem Nacional do Cruzeiro do Sul), Бразилия.
- 2006 : Кавалер ордена Гражданских Заслуг (orden del Merito Civil), Испания.
- 2004 : Кавалер национального ордена Заслуг (ordre national du Mérite), Франция.
- 2001 : Почетный гражданин города Фошань, провинция Гуандун, Китайская Народная Республика.

### Награды
- 2004 : Европейский бизнес-руководитель года, Лондон, Великобритания.
- 2003 : Финансист года, ANDESE (National Association of PHDs in Economics and Buisiness Administration), Париж, Франция.
- 2000 : Стратег года, Париж, Франция.
- 1998 : Глобальный лидер завтрашнего дня, Всемирный экономический форум, Давос, Швейцария.
- 1988 : Выдающийся молодой человек мира (TOYP), Jaycees, Сидней, Австралия.
- 1988 : Человек года, Молодёжные экономические палаты (Jeunes chambres économiques françaises), Париж, Франция.